# Бруно Фрей
Бруно Фрей (нім. Bruno Frei, літ. псевдонім Бенедикта Фрайштадта, 11.06.1897 — 21.05.1988) — австрійський письменник і журналіст. Народився у Братиславі, Чехословаччина. Навчався у Віденському університеті, доктор філософії.

## Біографія
1917 р. — почав літературну діяльність.
1922 р. — доктор філософії
1928 р. — член соціал-демократичної партії Австрії.
1934 р. — член Комуністичної партії.
1939—1941 р.р. — перебування у концтаборі Франції.
1941—1947 р.р. — в еміграції.
1947 р. — повернувся до Австрії.

## Літературна діяльність
Автор документальних книг «Червоні матроси з Катаро» (1927 р.), «Чоловіки з Верне» (1950 р.)
Автор збірки репортажів «На власні очі» (1955 р.) — з життя народів СРСР, Польщі, Мексики. «Естафета» (1958 р.) — про боротьбу за мир.
Дослідження про анархізм (1971 р.).
Премія ім. Г. Гейне (НДР, 1966 р.)